# Mustang (film)
Mustang är en film från 2015 av den fransk-turkiska regissören Deniz Gamze Ergüven. Den handlar om fem systrars hårda uppfostran i en turkisk by vid Svarta havet. Filmen hade skandinavisk premiär vid Stockholms filmfestival 2015 och tilldelades priset för bästa manus. Den kommer även att representera Frankrike vid Oscarsgalan 2016.

## Rollista
| Güneş Şensoy     | – Lale   |
| Doğa Doğuşlu     | – Nur    |
| Elit İşcan       | – Ece    |
| Tuğba Sunguroğlu | – Selma  |
| İlayda Akdoğan   | – Sonay  |
| Nihal Koldaş     | – farmor |
| Ayberk Pekcan    | – Erol   |
| Erol Afşin       | – Osman  |

## Nomineringar och priser
| Pris                                | Kategori                        | Mottagare                                      | Resultat  |
| ----------------------------------- | ------------------------------- | ---------------------------------------------- | --------- |
| Cannes (Quinzaine des Réalisateurs) | Europa Cinemas Label Award      | Deniz Gamze Ergüven                            | Vann      |
| Cannes (Quinzaine des Réalisateurs) | Caméra d'Or                     | Deniz Gamze Ergüven                            | Nominerad |
| Odessa International Film Festival  | Grand Prix Golden Duke          | Deniz Gamze Ergüven                            | Vann      |
| Odessa International Film Festival  | Bästa regissör                  | Deniz Gamze Ergüven                            | Vann      |
| Stockholms Filmfestival             | Bästa manus Publikens pris      | Deniz Gamze Ergüven, Alice Winocour            | Vann      |
| César                               | Bästa originalmanus             | Deniz Gamze Ergüven, Alice Winocour            | Vann      |
| César                               | Bästa originalmusik             | Warren Ellis                                   | Vann      |
| César                               | Bästa ljud                      | Ibrahim Gök, Damien Guillaume, Olivier Goinard | Nominerad |
| César                               | Bästa foto                      | David Chizallet                                | Nominerad |
| César                               | Bästa klippning                 | Mathilde Van de Moortel                        | Vann      |
| César                               | Bästa kostym                    | Selin Sözen                                    | Nominerad |
| César                               | Bästa regi                      | Deniz Gamze Ergüven                            | Nominerad |
| César                               | Bästa debutfilm                 | Deniz Gamze Ergüven                            | Vann      |
| César                               | Bästa film                      | Deniz Gamze Ergüven                            | Nominerad |
| Oscar                               | Bästa icke-engelskspråkiga film | Deniz Gamze Ergüven                            | Nominerad |